# Amakudari
Amakudari (天下り, literalment, ”descendit del cel”) és la pràctica institucionalitzada on un exburòcrata japonès d'alt rang es retira i és nomenat per a un lloc important en una companyia privada. Actualment, aquesta pràctica és considerada en major mesura com corrupta i ha arrossegat a una relació interdependent entre l'estat i el sector privat.

## Definició
El terme en la seua forma literal significa “descendit del cel” i es refereix al descens dels déus del cel a la terra descrit en la mitologia japonesa; actualment, aquest terme és usat com una metàfora on el “cel” són els escalafons més alts del govern i la “terra” es refereix al sector corporatiu privat.
En l'amakudari, els servidors públics de major rang es retiren a organitzacions privades que tinguen nexes o estiguen subordinats als seus ministeris o agències a les quals puguen arribar a la seua edat de retir, usualment entre els 50 i 60 anys dins del servei públic. Els antics oficials poden conspirar amb els seus antics col·legues per a ajudar els seus nous contractants a tenir contractes governamentals segurs, evitar inspeccions regulars i generalment tenir un tractament preferencial de la burocràcia.
Els amakudari també poden ser una recompensa per al tractament preferencial proveït pels oficials als seus nous contractants durant el seu període en el servei públic.
En el més estricte significat per a amakudari, els buròcrates es retiren a les companyies privades; però existeixen altres formes on els buròcrates són nomenats en corporacions governamentals, dit yokosuberi (横滑り, ”moure's de costat”), o tenen nomenaments successius en el sector públic i privat, wataridori (渡り鳥, ”au migratòria”) o es converteixen en polític o inclús membres del parlament (seikai tenshin).